# 人民阵线 (西班牙)

人民阵线标志

人民阵线（西班牙語：Frente Popular）是西班牙第二共和国时期的一个左翼政治联盟，具有反法西斯统一战线组织的性质。该联盟成立于1936年1月。同月，该联盟赢得西班牙大选。5月，该联盟上台组织内阁。7月，带有法西斯主义色彩的右翼军人发动内战，企图颠覆人民阵线政府，人民阵线政权积极组织左翼人士进行抵抗。经过近三年的内战，首都马德里在1939年4月被国民军攻陷，人民阵线政府垮台，左翼领导人纷纷流亡，人民阵线也随之不复存在。
该联盟的意识形态是进步主义、共和主义、反法西斯主义。该联盟主张废除君主制，实行激进的土地改革和政教分离。

## 成员
人民阵线的成员包括：
- 西班牙工人社会党
- 西班牙共产党
- 马克思主义统一工人党
- 共和左翼
- 共和联盟

人民阵线还得到了以下党派的支持：
- 加泰罗尼亚共和左翼
- 加利西亚主义党
- 劳动者总联盟
- 全国劳工联盟